# Maria Isabella di Braganza
Maria Isabella di Braganza (Queluz, 19 maggio 1797 – Madrid, 26 dicembre 1818) è stata una principessa portoghese, era la seconda moglie di Ferdinando VII di Spagna.

## Biografia

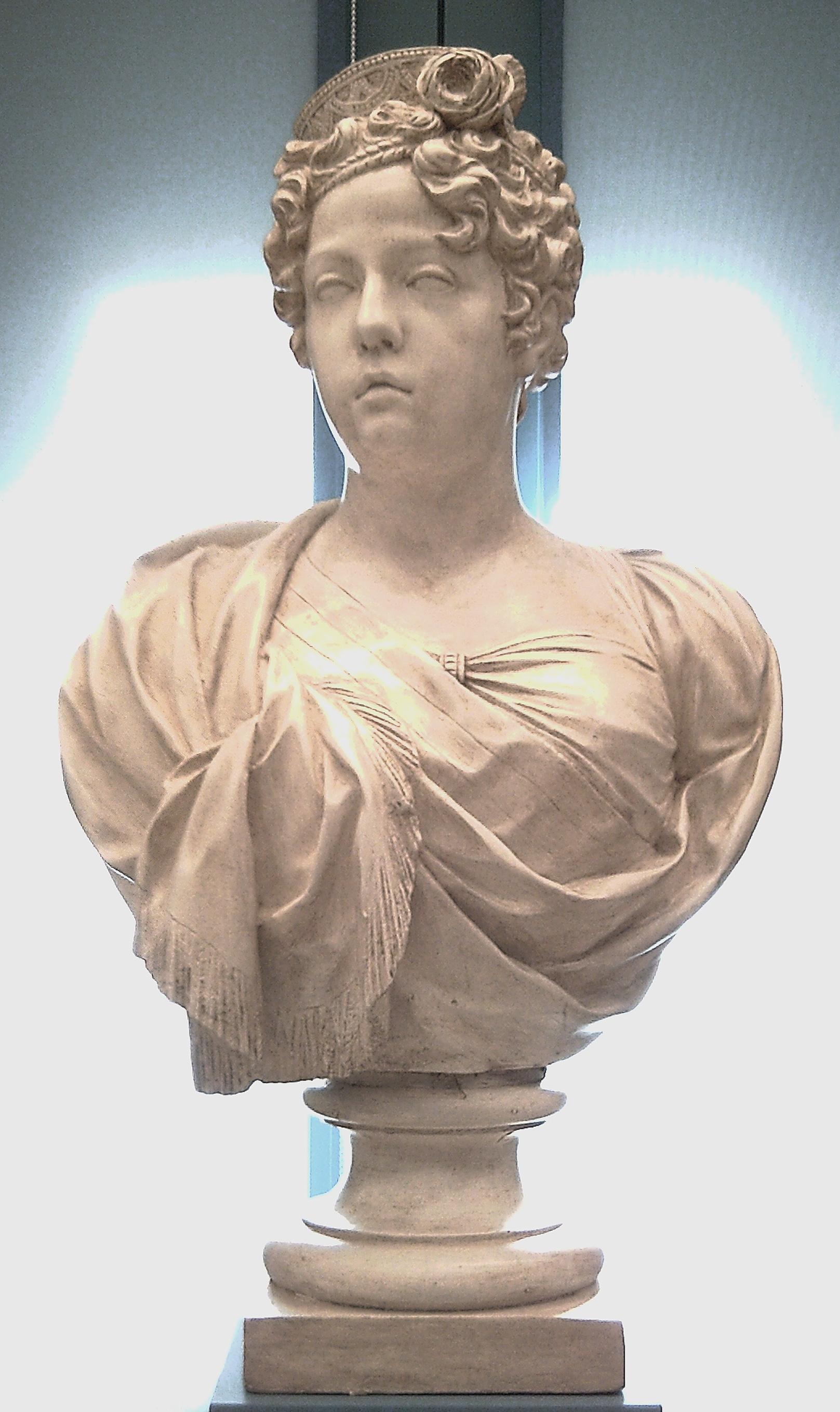
Busto di Maria Isabella di Braganza, opera di José Ginés (R.A.B.A.S.F., Madrid).

Maria Isabella era la terzogenita di Giovanni VI di Portogallo, e di sua moglie, Carlotta Gioacchina di Borbone-Spagna, figlia di Carlo IV di Spagna.  Il matrimonio tra suo padre e sua madre fu infelice, Carlotta Gioacchina tentò di far considerare pazzo suo marito.

## Matrimonio
La sua vita, inizialmente placida, fu improvvisamente sconvolta quando aveva dieci anni: nel novembre 1807, prima dell'invasione napoleonica del Portogallo, l'intera famiglia reale fuggì in Brasile, stabilendosi a Rio de Janeiro. Maria Isabella visse lì la sua adolescenza, finché non fu scelta come fidanzata di suo zio, Ferdinando VII, che aveva riconquistato il trono spagnolo dopo la sconfitta di Napoleone.
Il matrimonio tra Ferdinando e sua nipote, celebrato il 29 settembre 1816, fu deciso con l'obiettivo di rafforzare i rapporti tra Spagna e Portogallo. Per lo stesso motivo fu organizzato anche il matrimonio tra l'infante Carlo Maria Isidoro, fratello del re Ferdinando VII, con la principessa Maria Francesca del Portogallo, sorella di Maria Isabella.
L'arrivo della principessa alla corte di Madrid non fu facile per lei: educata in un ambiente relativamente modesto e rilassato in Brasile, dovette intraprendere un lungo viaggio in barca verso la Spagna senza una dote adeguata e beni di lusso (abiti, gioielli) che ci si aspettava da una donna del suo lignaggio. Il suo carattere affabile e semplice si scontrava con un ambiente cortese pieno di intrighi, dove il re non si privava delle sue relazioni amorose.
La regina si distinse per la sua cultura e il suo amore per l'arte. Incoraggiò l'Accademia di San Fernando ad insegnare anche alle donne e appoggiò l'iniziativa (pagata dal marito) di raccogliere le opere d'arte di cui i monarchi spagnoli avevano fatto tesoro e creare un Museo Reale, ora chiamato Museo del Prado. Si è più volte affermato che fu lei a proporre la creazione di questo museo, ma in realtà il progetto per una pinacoteca a Madrid era stato pubblicamente annunciato anni prima, durante il regno di Giuseppe Bonaparte (Museo Josefino); e anche alla fine del secolo precedente, durante i regni di Carlo III e Carlo IV, vari esperti come il pittore Mengs aveva alluso alla comodità di creare un museo. Comunque sia, l'attuale Prado sarebbe stato inaugurato il 19 novembre 1819, un anno dopo la morte della regina, e diverse testimonianze (tra cui un necrologio pubblicato a Roma) la elogiano come la sua principale promotrice.
Maria Isabella e Ferdinando VII ebbero una figlia:
- Maria Isabella Luisa (21 agosto 1817-9 gennaio 1818)

## Morte
La regina morì un anno dopo nel Palazzo Reale di Aranjuez a causa delle complicazioni legate al suo secondo parto, preceduto da una gravidanza difficile. Il parto era podalico e i medici presto capirono che il bambino era morto. Maria Isabella, durante il parto, smise di respirare e i medici pensarono fosse morta: quando cominciarono a tagliarla per estrarre il feto, gridò improvvisamente per il dolore e crollò nel letto, sanguinando copiosamente.
I resti di Maria Isabella e della figlia non ancora nata riposano nel Panteón de Infantes del Monastero dell'Escorial, non nel Pantheon dei Re, poiché questo, tradizionalmente, è stato riservato alle regine consorti che sono state madri di re.
Nel Museo del Prado sono conservati vari ritratti dipinti e scolpiti della regina. Tra questi spicca un dipinto a figura intera e di grande formato, dipinto da Bernardo López Piquer, che la presenta in qualità di promotrice dell'attuale Museo Nazionale, in atteggiamento di supervisione di alcuni progetti di collocazione dei dipinti. Questo ritratto ufficiale fu probabilmente dipinto con il benestare di Ferdinando VII, da cui si interpreta che il re volle attribuire alla defunta moglie la fondazione della pinacoteca. Poiché l'effigie è postuma, dieci anni dopo la sua morte, il pittore dovette basarsi su un altro dipinto (un busto, di formato ovale) dovuto a suo padre, Vicente López Portaña. Il museo conserva un terzo ritratto della defunta regina, questo scultoreo: una statua a figura intera, di José Álvarez Cubero, dove posa seduta come un'antica matrona romana. Il Meadows Museum di Dallas conserva un altro ritratto dipinto della regina, incompiuto e forse inteso come schizzo per uno più grande, considerato un originale di Goya.
La sua figura è protagonista del romanzo Los espejos de Fernando VII (2001) di María Pilar Queralt del Hierro.

## Ascendenza
|                                       |                     |                                     | Genitori                        |  |  | Nonni |  |  | Bisnonni                  |  |  | Trisnonni                |  |
|                                       |                     |                                     |                                 |  |  |       |  |  | Giovanni V del Portogallo |  |  | Pietro II del Portogallo |  |
|                                       |                     |                                     |                                 |  |  |       |  |  | Giovanni V del Portogallo |  |  | Pietro II del Portogallo |  |
|                                       |                     | Maria Sofia del Palatinato-Neuburg  |                                 |  |  |       |  |  | Giovanni V del Portogallo |  |  |                          |  |
| Pietro III del Portogallo             |                     |                                     |                                 |  |  |       |  |  | Giovanni V del Portogallo |  |  |                          |  |
|                                       |                     | Maria Anna d'Asburgo                | Leopoldo I d'Asburgo            |  |  |       |  |  |                           |  |  |                          |  |
|                                       |                     | Maria Anna d'Asburgo                | Leopoldo I d'Asburgo            |  |  |       |  |  |                           |  |  |                          |  |
|                                       |                     | Maria Anna d'Asburgo                | Eleonora del Palatinato-Neuburg |  |  |       |  |  |                           |  |  |                          |  |
| Giovanni VI del Portogallo            |                     | Maria Anna d'Asburgo                |                                 |  |  |       |  |  |                           |  |  |                          |  |
|                                       |                     | Giuseppe I del Portogallo           | Giovanni V del Portogallo       |  |  |       |  |  |                           |  |  |                          |  |
|                                       |                     | Giuseppe I del Portogallo           | Giovanni V del Portogallo       |  |  |       |  |  |                           |  |  |                          |  |
|                                       |                     | Giuseppe I del Portogallo           | Maria Anna d'Asburgo            |  |  |       |  |  |                           |  |  |                          |  |
| Maria I del Portogallo                |                     | Giuseppe I del Portogallo           |                                 |  |  |       |  |  |                           |  |  |                          |  |
|                                       |                     | Marianna Vittoria di Borbone-Spagna | Filippo V di Spagna             |  |  |       |  |  |                           |  |  |                          |  |
|                                       |                     | Marianna Vittoria di Borbone-Spagna | Filippo V di Spagna             |  |  |       |  |  |                           |  |  |                          |  |
|                                       |                     | Marianna Vittoria di Borbone-Spagna | Elisabetta Farnese              |  |  |       |  |  |                           |  |  |                          |  |
| Maria Isabella di Braganza            |                     | Marianna Vittoria di Borbone-Spagna |                                 |  |  |       |  |  |                           |  |  |                          |  |
|                                       | Carlo III di Spagna | Filippo V di Spagna                 |                                 |  |  |       |  |  |                           |  |  |                          |  |
|                                       | Carlo III di Spagna | Filippo V di Spagna                 |                                 |  |  |       |  |  |                           |  |  |                          |  |
|                                       | Carlo III di Spagna | Elisabetta Farnese                  |                                 |  |  |       |  |  |                           |  |  |                          |  |
| Carlo IV di Spagna                    | Carlo III di Spagna |                                     |                                 |  |  |       |  |  |                           |  |  |                          |  |
|                                       |                     | Maria Amalia di Sassonia            | Augusto III di Polonia          |  |  |       |  |  |                           |  |  |                          |  |
|                                       |                     | Maria Amalia di Sassonia            | Augusto III di Polonia          |  |  |       |  |  |                           |  |  |                          |  |
|                                       |                     | Maria Amalia di Sassonia            | Maria Giuseppa d'Austria        |  |  |       |  |  |                           |  |  |                          |  |
| Carlotta Gioacchina di Borbone-Spagna |                     | Maria Amalia di Sassonia            |                                 |  |  |       |  |  |                           |  |  |                          |  |
|                                       |                     | Filippo I di Parma                  | Filippo V di Spagna             |  |  |       |  |  |                           |  |  |                          |  |
|                                       |                     | Filippo I di Parma                  | Filippo V di Spagna             |  |  |       |  |  |                           |  |  |                          |  |
|                                       |                     | Filippo I di Parma                  | Elisabetta Farnese              |  |  |       |  |  |                           |  |  |                          |  |
| Maria Luisa di Borbone-Parma          |                     | Filippo I di Parma                  |                                 |  |  |       |  |  |                           |  |  |                          |  |
|                                       |                     | Luisa Elisabetta di Borbone-Francia | Luigi XV di Francia             |  |  |       |  |  |                           |  |  |                          |  |
|                                       |                     | Luisa Elisabetta di Borbone-Francia | Luigi XV di Francia             |  |  |       |  |  |                           |  |  |                          |  |
|                                       |                     | Luisa Elisabetta di Borbone-Francia | Maria Leszczyńska               |  |  |       |  |  |                           |  |  |                          |  |
|                                       |                     | Luisa Elisabetta di Borbone-Francia |                                 |  |  |       |  |  |                           |  |  |                          |  |